# گل‌کوب دمگاه‌زرد
گل‌کوب دمگاه‌زرد (نام علمی: Prionochilus xanthopygius) نام یک گونه از سرده گل‌کوب‌های ده‌پر است.